# Monument voor de gevallenen (Tegelen)
Het monument voor de gevallenen is een monument ter nagedachtenis aan alle omgekomen Tegelse burgers tijdens de Tweede Wereldoorlog. Het is ontworpen door Piet Killaars en werd onthuld op 30 december 1955.
Het monument beeldt een Amerikaanse soldaat uit, die een kogel opvangt voor deze de vrouw en het kind raakt. Symbool staat het feit dat naast de soldaten ook de burgers slachtoffer waren van het oorlogsgeweld.